# Yorunn Ligneel
Yorunn Ligneel (* 2. Oktober 2003) ist eine belgische Leichtathletin, die sich auf den Hochsprung spezialisiert hat.

## Sportliche Laufbahn
Erste internationale Erfahrungen sammelte Yorunn Ligneel im Jahr 2022, als sie bei den U20-Weltmeisterschaften in Cali mit übersprungenen 1,76 m in der Qualifikationsrunde ausschied. Im Jahr darauf belegte sie bei den U23-Europameisterschaften in Espoo mit 1,84 m den siebten Platz.
2022 wurde Ligneel belgische Hallenmeisterin im Hochsprung.

## Persönliche Bestleistungen
- Hochsprung: 1,85 m, 18. Mai 2023 in Gent
  - Hochsprung (Halle): 1,83 m, 5. März 2023 in Gent